# Tugulusaurus faciles
Tugulusaurus faciles es la única especie conocida del género extinto Tugulusaurus ("lagarto de Tugulu") que vivió a mediados del período Cretácico, hace aproximadamente entre 122 a 100 desde finales del Aptiense al Albiense, en lo que es hoy Asia. Desde 1964 se han encontrado fósiles de dinosaurios en excavaciones en la Cuenca Junggar de Xinjiang. En 1973 algunos de estos fueron descritos por el paleontólogo Dong Zhiming, entre ellos los huesos de un pequeño terópodo al que denominó Tugulusaurus faciles. El nombre del género se refiere al Grupo Tugulu. El nombre de la especie deriva del latín facilis, con lo que intentaba decir que era de "fácil movilidad", en referencia a la agilidad del animal indicada por sus "huesos delicados".
El holotipo, IVPP V4025, fue hallado en capas de la Formación Lianmuqin que data de entre el Valanginiense(?) al Albiense. Consiste de un esqueleto parcial que incluye cuatro vértebras parciales de la cola, la mayor parte de la pata izquierda y parte de la derecha, los primeros dedos de ambas manos, y una costilla. El fémur tiene una longitud de cerca de 215 milímetros. El primer metacarpo izquierdo es muy corto: de 26 milímetros. El esqueleto representa los únicos restos conocidos de la especie que han sido descubiertos.
Originalmente clasificado por Dong como miembro de los Ornithomimidae dentro de Coelurosauria, es frecuentemente considerado como un nomen dubium. Sin embargo, en 2005 Oliver Rauhut y Xu Xing concluyeron que es un género válido de celurosaurio basal de afinidades inciertas. Un análisis cladístico de Xu et al. (2018) recupera Tugulusaurus como un alvarezsauroide basal.